# Duckeodendron
Duckeodendron é um género monotípico de plantas com flor pertencente à família das Solanaceae, cuja única espécie conhecida é Duckeodendron cestroides.

## Descrição
Duckeodendron cestroides é uma árvore que atinge de 15 a 30 m de altura, com distribuição natural na floresta amazónica do Brasil. Os seus nomes comuns incluem pincel-de-macaco e pupunharana.
A espécie foi descrita pelo botânico João Geraldo Kuhlmann em 1925 que criou o nome genérico em homenagem ao colector Adolpho Ducke. A espécie pertence ao grupo basal das Solanaceae, tendo sido incluída na subfamília Goetzeoideae.

## References
1. ↑  «Duckeodendron» (em inglês). The Plant List. 2010. Consultado em 25 de julho de 2014
2. ↑  Missouri Botanicaal Garden (2014).  Tropico, ed. «Duckeodendron» (em inglês). Consultado em 25 de julho de 2014
3. ↑  Zhang, Jingbo; Stevens, Peter F.; Zhang, Wenheng (19 de setembro de 2017). «Evolution of floral zygomorphy in androecium and corolla in Solanaceae». Journal of Systematics and Evolution: 1759-6831. doi:10.1111/jse.12275. Consultado em 11 de outubro de 2017

## Espécies
- Duckeodendron cestroides